# Philippe Honoré
Philippe Honoré (Vichy, 25 de noviembre de 1941 - París, 7 de enero de 2015) fue un caricaturista francés. Firmaba sus obras con el nombre de Honoré. Fue asesinado el 7 de enero de 2015, durante el Atentado contra Charlie Hebdo, junto a otros colegas como Charb, Cabu, Georges Wolinski, Tignous, entre otros. Honoré era caricaturista personal de Charlie Hebdo.

## Publicaciones

### Prensa
- Sud-Ouest
- Charlie Hebdo
- Lire
- Le Magazine littéraire
- Libération
- Le Monde
- Globe
- L'Événement du jeudi
- Les Inrockuptibles
- La Vie ouvrière
- Hara-Kiri Mensuel
- Le Matin
- La Grosse Bertha
- Expressen

### Ilustraciones
- 1984: Josette Larchier-Boulanger, Les Hommes du nucléaire, pour EDF / GRETS, éd. Sodel, París, 16 p.
- 1989: Jean-Jérome Bertolus, Philippe Eliakim, Éric Walther, Guide SVP de vos intérêts: Argent, consommation, famille, vie pratique, pour SVP, éd. Jean-Pierre de Monza, París, 284 p. ISBN 2-908071-01-0.
- 1990: Laurie Laufer, Le Paquet volé: Une histoire de saute-ruisseau, éd. Turbulences, coll. « Histoires vraies», París, 119 p. ISBN 2-7082-2745-9.
- 1991: Jean-Pierre de Monza (dir.), Guide SVP de vos intérêts: 2000 réponses utiles à vos problèmes, famille, argent..., pour SVP, éd. Jean-Pierre de Monza, París, 476 p. ISBN 2-908071-03-7.
- 1994: Brigitte de Gastines, Jean Pierre de Monza, Guide SVP des particuliers: 2000 réponses indispensables, vie pratique, placements, loisirs, démarches..., pour SVP, éd. SVP, París, 480 p. ISBN 2-909661-03-2.
- 2002: Alexandre Vialatte, Bestiaire, textes choisis par Michaël Lainé, éd. Arléa, París, 116 p. ISBN 2-86959-555-7; rééd. 2007, coll. "Arléa-poche" (111), 258 p. ISBN 978-2-86959-776-1.
- 2007: Antonio Fischetti, La Symphonie animale: Comment les bêtes utilisent le son, éd. Vuibert, París, et Arte, Issy-les-Moulineaux, 142 p. + DVD. ISBN 978-2-7117-7145-5.
- 2009: Le Petit Larousse illustré 2010, éd. Larousse, París. ISBN 978-2-03-584078-3.
- 2012: Will Cuppy, Comment attirer le wombat, éd. Wombat, 192 p. ISBN 2-91918-619-1.

### Álbumes gráficos
- 1985: Honoré, éd. Un bon dessin vaut mieux qu'un long discours, París, 32 p.
- Recueils des rébus publiés dans Lire, éd. Arléa, París:
  - 2001: Cent rébus littéraires: avec leur question-devinette et leurs solutions, 200 p. ISBN 2-86959-557-3.
  - 2003: Vingt-cinq rébus littéraires en cartes postales, 4 × 25 cartes postales: Livret 1. ISBN 2-86959-639-1}}, Livret 2. ISBN 2-86959-640-5}}, Livret 3. ISBN 2-86959-641-3}}, Livret 4. ISBN 2-86959-642-1.
  - 2006: Cent nouveaux rébus littéraires: avec leur question-devinette et leurs solutions, 205 p. ISBN 2-86959-753-3.
- 2011: Je hais les petites phrases, éd. Les Échappés 112 p.,. ISBN 2-35766-046-5.

### Novelas gráficas
- 1995: Ouvert le jour et la nuit, textes de Rufus, Glénat, coll. « Carton noir», París, 48 p. ISBN 2-7234-1826-X.